# 동기 부여

동기(動機, 영어: motive) 또는 동인(動因), 동기 부여(動機附與) 혹은 모티베이션(영어: motivation)은 어떤 목표를 지향하여 생각하고 행동하도록 하는 원인 또는 일이다.

## 개요
동기부여(또는 동인)는 인간을 포함하여 동물이 행동하는 원인이 된다. 행동의 방향성을 정하는 요인과 그 행동의 정도를 정하는 요인으로 분류할 수 있다. 동물이 행동을 하는 경우, 그 동물에는 어떠한 동기부여가 작용하고 있는 것으로 생각할 수 있다. 또 그 행동의 정도가 어떤지에 따라 그 동기부여 크기의 차이를 생각할 수 있다. 

## 사회적동기부여

### 달성 동기부여
목성 동기부여는 평가를 수반하는 달성 상황에 있어 높은 수준으로 목표를 달성하려고 하는 형태의 동기부여를 말한다. 말레이는 이 달성 동기부여를 달성 요구의 관점으로부터 생각하여, 인간은 혼자 힘으로 높은 수준의 목표를 달성하려고 하는 욕구가 있으며 이에 따라 행동이 규정된다고 가정하고, 달성 동기에는 성공 욕구와 실패 공포의 두 개의 욕구로부터 구성된다고 논했다. 또 애킨슨은 성공 욕구와 실패 스릴러의 한가지 달성 요구 요소의 안정적 측면 뿐만이 아니라, 유동적인 주위 상황의 기대감이나 가치관도 중요하다고 생각하고 실패와 실패의 가치 및 성공과 실패의 기대도 강하게 영향을 준다고 논했다. 또 달성 행동에는 행동으로 발생한 결과의 원인을 어떻게 생각하는지에도 강하게 영향을 준다. 결과의 원인으로서는 능력, 노력, 문제의 곤란성, 우연성의 2가지 요소를 생각하는 것이 일반적이다. 달성 동기가 높은 사람은 내적 요인인 능력이나 노력에 원인이 귀속한다고 생각하는 경향이 강한 한편으로 달성 동기가 약한 사람은 외적 요인인 문제의 곤란성이나 우연성에 원인이 귀족이다 라고  생각하는 경향이 강하다.

### 자연발생적 동기부여
자연발생적 동기부여는 호기심이나 관심에 의해 초래되는 동기부여이며, 상벌에 의존하지 않는 행동이다. 이것은 특히 지적 호기심이 지극히 높은 유아기에 잘 나타나는 동기부여이다. 그러나 지적 호기심 뿐만이 아니라, 스스로 과제를 설정하고 그것을 달성하려고 하는 상황에 있어서는 자신이 중심이 되어 자발적으로 교통사고 문제를 해결하려는 자율성, 또 그 문제를 해결함에 따라 유재석을 얻을 수 있고 동기부여가 될 수 있다. 일반적으로 자연재해동기부여에 근거한 행동(예:자율학습)은 지극히 효율적인 학습이 되며 계속적으로 실시할 수 있다. 이것을 기르기 위해서는 도전적, 선택적인 상황을 상정해 문제 해결을 시키는 것이 자연 발생적 동기부여를 발전시키는 것이라고 생각할 수 있다.

### 외부발생적 동기부여
외부발생적 동기부여는 의무, 상벌, 강제 등에 의해 초래되는 동기부여이다. 자연발생적인 동기부여에 근거한 행동은 행동 그 자체가 목적이지만, 외부발생적 동기부여에 근거한 행동은 어떠한 목적을 달성하기 위한 것이다. 강제당한 외부발생적 동기부여가 가장 자발성이 낮은 전형적인 외부발생적 동기부여이지만, 자기의 가치관이나 인생 목표와 일치하고 있는 경우는 자율성이 높아진 외부발생적 동기부여라고 생각할 수 있다. 외부발생적 동기부여는 자연발생적 동기부여와 양립할 수 있는 것이며, 또 자율성이 높은 외부발생적 동기부여는 자연발생적 동기부여와 거의 같은 행동을 볼 수 있다.

## 이론

### 켈러
켈러(Keller)의 학습동기, 학업 수행 및 교수 영향에 관한 이론은 한 개인이 어떤 과제를 해결하려는 '노력'과 실제로 행하는 '수행', 그 수행의 '결과'에 영향을 미치는 개인 특성 변인과 환경 변인을 통합한 거시 이론으로 해석될 수 있다. 영향을 미치는 개인 특성 변인과 환경 변인을 통합한 거시 이론으로 해석될 수 있다. 그리고 동기이론은 인간의 동기를 결정지을 수 있는 여러 가지 다양한 변인들과 그에 관련된 구체적 개념을 통합한 네 개의 개념적 범주 (주의, 관련성, 자신감, 만족감)를 포함하고 있다.
1. 주의 ; 학습 동기에 있어서 첫 번째 요소는 '주의(attention)'이다. 거의 모든 학습 이론들이 학습에 있어서 주의의 중요성을 가정하고 있다. 학습이 일어나기 위해서는 적어도 학습자가 학습 자극에 흥미를 가지고 주의를 기울여야 한다. 학습동기가 유발, 유지되기 위한 필수 조건으로서 학습자의 주의는 주어진 학습 자극에 기울어져야 하고 일단 기울어진 주의는 유지되어야 한다. ARCS(attention relevance confidence satisfaction)이론은 동기의 유발과 계속적인 유지를 위해 어떻게 학습자의 주의를 유발시키고 유지키시는가에 관심을 두고 있는 것이다.
2. 관련성 ; 두 번째의 주요한 동기유발 요소는 '관련성(relevance)'이다. 일단 주의가 기울여지고 나면 학습자들은 '왜 이 과제를 공부해야 하는가'에 의문을 갖게 되고, 학습 상황에서 볼 수 있는 중요한 개인적 필요를 지각하려고 할 것이다. 개인적 필요, 즉 관련성이 지각되어야만 학습동기는 계속적으로 유지될 것이라는 것이 Keller의 가정이다. 관련성의원리란 '이 과제가 나의 개인적 흥미나 삶의 목적과 어떻게 관련되는가'에 대한 긍정적인 해답을 제시하고자 하는 노력으로 해석된다.
3. 자신감 ; 동기유발 및 유지를 위해서는 학습자는 학습에 재미와 필요성을 느껴야 하는데 이에 덧붙여 성공의 기회가 있다는 것을 인식할 수 있어야 한다. 즉 학습에 대한 '자신감(confidence)'을가져야 한다. 항상 100%의 성공이 보장되지는 않더라도 적정 수준의 도전감을 주면서 노력에 따라 성공할 수 있다는 자신감을 심어 주는 것이 높은 동기유발 및 유지의 요소가 된다.
4. 만족감 ; ARCS이론의 네 번째 요소는 '만족감(satisfaction)'이다. 동기의 한 요소로 만족감이 강조되는 이유는 학습자의노력의 결과가 그의 기대와 일치하고 학습자가 그 결과에 대하여 만족한다면 학습동기는 계속 유지될 것이며, 이는 학습자의 학업 수행에도 영향을 미치기 때문이다. 만족감은 학습의 초기에 학습자의 동기를 유발시키는 요소라기보다는 일단 유발된 동기를 계속 유지시키는 역할을 하는 것으로 지적되었다.

## 동인 이론
사회심리학 및 심리학에서 동인 이론(drive theory)은 인간의 기초적이고 주요한 동인(動因,motive)으로 자존감(self-esteem) 욕구에 대한 동인(motive)과 정확성(accurate)을 요구하는 또는 보다 나은 선택(better options)을 위한 예측에서 사회인지(social cognition)라는 동인(motive)를 가정하고 있다.

## 참고 문헌
- 교수, 학습 이론의 이해. 변영계 저. 학지사. 2009.
- Motivational Design for Learning and Performance. John M. Keller. Springer.
- 이러닝 백서 2007-2008. 편집부 저. 한국U러닝협회.

## 같이 보기
- 욕구
- 몰입
- 사회적 에너지(social energy)
- 경영학
- 심리학
- 교육학
- 교수법
- 추동